# Philippa Mareri
Philippa Mareri (Petrella Salto, 1190/1200 - Borgo San Pietro, frazione de Petrella Salto, 16 février 1236) est une clarisse italienne, fondatrice du monastère de Borgo San Pietro. Elle est reconnue bienheureuse par l'Église catholique. En 1930, la communauté abandonne la clôture religieuse et prend le nom de Franciscaines de sainte Philippa Mareri.
Elle est commémorée le 16 février selon le Martyrologe romain.

## Biographie
Filippa Mareri naît vers la fin du XIIe siècle dans le château des Mareri, famille de seigneur qui règne sur le Cicolano (it) ; son frère, Thomas Mareri, aura d’importantes fonctions politiques, telles que podestat à Forlì ou de vicaire impérial en Romagne et dans les Pouilles ; la fondation de la ville de L'Aquila est principalement due à son action. 
Au cours d'un de ses voyages, saint François d'Assise loge chez les parents de Philippa. À la suite de cette rencontre, elle prend la résolution de se consacrer à Dieu dans la pauvreté ; mais comme ses parents veulent la marier, elle se coupe les cheveux, s'habille simplement et se retire dans une aile du château. Comme Claire d'Assise, elle s'enfuit de chez elle avec quelques compagnes et se réfugie dans une grotte près de Mareri et y reste jusqu'en 1228 puis sa famille lui donne une maison à Borgo San Pietro (frazione de Petrella Salto) où elle fonde un couvent avec une règle proche de celle de sainte Claire. 
Un des disciples de saint François, le bienheureux Roger de Todi, devient leur directeur spirituel. La communauté se dédie à la liturgie des Heures, la vie liturgique, la lecture et l'étude de la Bible. Elles se vouent aussi à l'apostolat avec le service des pauvres et la préparation de médicaments pour une distribution gratuite aux malades. Son hagiographie relate qu'elle pouvait faire des guérisons, lire dans les cœurs, multiplier la nourriture et que Dieu lui aurait fait connaître l'heure de sa mort qui advient le 16 février 1236.
Sa tombe devient bientôt un lieu de pèlerinage et on attribue des miracles à son intercession. Elle a été reconnue bienheureuse par une bulle d'Innocent IV publiée en 1247, dix ans à peine après sa mort. En 1706, son cœur est retrouvé intact et conservé aujourd'hui dans un reliquaire en argent. C'est pour cela qu'elle est invoquée contre les cardiopathies. Sa dépouille se trouve dans une châsse du monastère de Borgo San Pietro. La dévotion envers elle s'est développée non seulement en Italie mais également dans de nombreux pays par le biais d'émigrants italiens. Le 9 août 2016, le pape François se rend en pèlerinage devant ses reliques, et en 2019, l'évêque de Rieti la proclame patronne du Cicolano (it).